# Kanjavec
Kanjavec je 2569 m visoka gora v osrčju Triglavskega narodnega parka. Nahaja se med Doličem (2164 m), Hribaricami (2306 m) in Prehodavci (2021 m). Že njegova višina zagotavlja lep razgled na Triglav ter ostale gore nad dolinama Bohinja in Trente.

## Geografski opis
Kanjavec je masiv z več vrhovi, grebeni, stenami, značilnimi policami, grapami in blagimi pobočji, zato njegove razsežnosti ni moč dojeti s pogledom z ene same strani. Z vzhodne strani je gora po označenih planinskih poteh lahko dostopna. Ob poti je vidna 200 m visoka, gladka stena Zob Kanjavca. Z zahodnega vrha Kanjavca so na voljo tereni za turno smučanje in dolge spuste v eno od izbranih dolin. Jugozahodno pobočje Kanjavca in Poprovca (2495 m) nad Prehodavci nudi lažje plezalne smeri in zahtevne spuste. Ob vznožju je prvo Triglavsko jezero. Posebno mesto si zasluži severozahodno ostenje v zatrepu Zadnjice. Najbolj ga odlikuje 1500 m visoka severna stena Kanjavca, najvišja v vseh Julijskih Alpah (prva sta steno preplezala leta 1928 Mira Marko Debeljakova in Edo Deržaj).

## Pomen v turizmu
Z »vzponom« turnega smučanja je Kanjavec postal prvovrsten smuški vrh. Pohodnike lahko bolj kot sam vrh navduši pogled na Kanjavčeve stene. 
Na Kanjavec vodi več planinskih poti z izhodiščem v Trenti ali v Bohinju: iz Zadnjice (čez Prehodavce ali čez Dolič), od Koče pri Savici (čez Triglavska jezera), iz Planine Blato (po Dolini za Debelim vrhom ali po Dolini za Mišelj vrhom…). 